# 遂国
遂國，是夏朝時建立的方國，舜的后裔虞遂受封于該地，歷夏、商、西周三代，全國僅有四氏。春秋时代为鲁国附庸。周僖王元年（公元前681年）被齊國桓公所灭，收威慑鲁庄公之效。有關遂國的史书记载主要出自孔子所著的《春秋》。
2002年，北京保利艺术博物馆在海外文物市场上购得一件遂公盨，是遂国的国君铸造的青铜器，铭文对于夏朝的研究有重要意义。

## 遂城故城之争
遂国都城地址难以考证，目前有肥城南安临店、宁阳西北隧乡、东平东北上遂城三种说法。三地相距不遠，都屬於今泰安市。